# Julius Wagner-Jauregg
Julius Wagner Jauregg (Wels, 7 de marzo de 1857 - Viena, 27 de septiembre de 1940) fue un médico austríaco.

## Biografía
Estudió en la Universidad de Viena entre 1874 y 1880 y, tras obtener la licenciatura, fue ayudante de la cátedra de Patología entre 1881 y 1882, y de clínica psiquiátrica (1883-1889). En 1885 obtuvo el doctorado en Neurología y Psiquiatría en la Universidad de Viena. Entre 1889 y 1893, enseñó psiquiatría y neurología en la Universidad de Graz, año en que ganó la cátedra de Psiquiatría de la Universidad de Viena, donde ejerció de 1893 a 1928. 
Realizó gran número de trabajos sobre la función de los nervios estimulantes cardíacos, sobre la fisiología y patología del tiroides, sobre el enfoque médico-forense de la Psiquiatría. Desarrolló un tratamiento del bocio, mediante la administración de yodo. Estudió también el tratamiento de la psicosis y el cretinismo, que trató con preparados de la glándula tiroides. 
Es el fundador de la piroterapia, método consistente en provocar cuadros febriles en enfermos. Esta terapia resultó eficaz en la parálisis general progresiva producida por la sífilis. En 1917, después de treinta años de haber observado por primera vez que los pacientes de parálisis sifilítica mejoraban cuando sufrían fiebre, empleó el paludismo como fuente productora de fiebre para curar la parálisis general progresiva. Esta revolucionaria técnica fue aceptada pronto y aplicada de forma general a otras enfermedades. 
En 1927 fue galardonado con el premio Nobel de Medicina. 
Aunque su primera esposa era judía, se hizo nazi, y antisemita, y abogó por la eugenesia, degradando su reconocimiento público.